# سینگ‌تل
سینگ‌تل (به انگلیسی: SingTel) شرکت مخابراتی سنگاپوری است، که تشکیلات گسترده‌ای در زمینه ارتباطات راه دور دارد، بصورتی‌که در ۲۵ کشور جهان دارای ۴۱۶ میلیون مشترک تلفن همراه است و تعداد مشترکین آن در پایان ماه ژوئن سال ۲۰۱۱ در مدت یک سال ۱۹ درصد افزایش یافته‌است. شرکت سینگ‌تل یکی از بزرگترین اپراتورهای تلفن همراه در جهان می‌باشد.

## تاریخچه
این شرکت تا سال ۱۹۹۵ تنها به‌عنوان یک شرکت ارائه‌دهنده تجهیزات مخابرات شناخته می‌شد. سینگ‌تل در زمینه ارائه انواع خدمات مخابراتی با نام‌های تجاری زیر فعالیت می‌نماید:
- سینگ‌نت: رساننده خدمات اینترنتی
- میوتیوی: تلویزیون اینترنتی
- سینگ‌تل موبایل سنگاپور: تلفن ثابت، تلفن همراه

در طول چند سال گذشته شرکت سینگ‌تل در بازار خارج از سنگاپور به سرعت گسترش یافته‌است و مالک سهام در بسیاری از اپراتورهای مخابراتی، کشورهای مختلف می‌باشد. از جمله: ۱۰۰٪ از سهام دومین شرکت مخابراتی استرالیا؛ "اپتوس". همچنین ۳۲٪ از "بهارتی ایرتل"، بزرگترین شرکت مخابراتی کشور هند.
شرکت سینگ‌تل از لحاظ میزان ارزش‌بازار، بزرگترین شرکت فهرست شده در بازار بورس سنگاپور می‌باشد. اکثریت سهام این شرکت مخابراتی، متعلق به شرکت "تماسک"؛ بازوی سرمایه‌گذاری دولت سنگاپور است.